# Etnobotanika

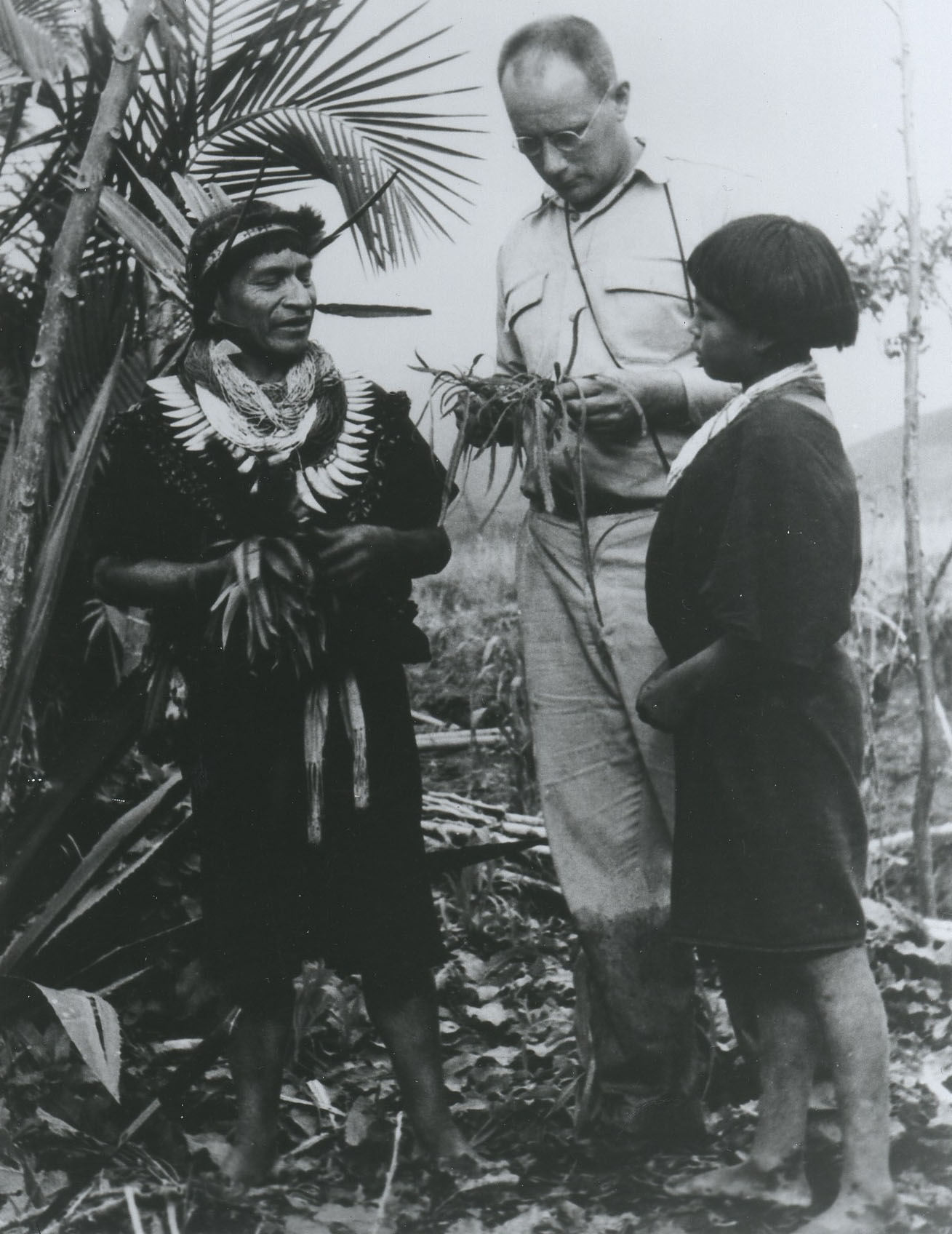
Etnobotanik Richard Evan Schultes podczas pracy

Etnobotanika – dziedzina nauki z pogranicza botaniki i etnologii. Przedmiotem badań i poznania są związki między roślinami i kulturą społeczeństw ludzkich. Etnobotanicy zajmują się poznaniem sposobów, mechanizmów i kulturowego kontekstu używania roślin w społecznościach ludzkich, w szczególności w celach i zastosowaniach spożywczych, medycznych, kosmetycznych, magicznych, tekstylnych, budowlanych, religijnych. Określenia „etnobotanika” (ethnobotany) po raz pierwszy użył w 1895 roku John W. Harshberger (1869–1929), botanik z Uniwersytetu Pensylwanii. Od tamtej pory etnobotanika przeszła wiele przemian i jest dzisiaj rozległą dyscypliną naukową o wielkim znaczeniu poznawczym, ale także o ogromnym potencjale praktycznym.

## Obiekt badań
Etnobotanika bywa mylnie kojarzona tylko z badaniami nad roślinami psychoaktywnymi. Do takich ważnych z punktu widzenia etnobotaniki roślin można zaliczyć m.in.:

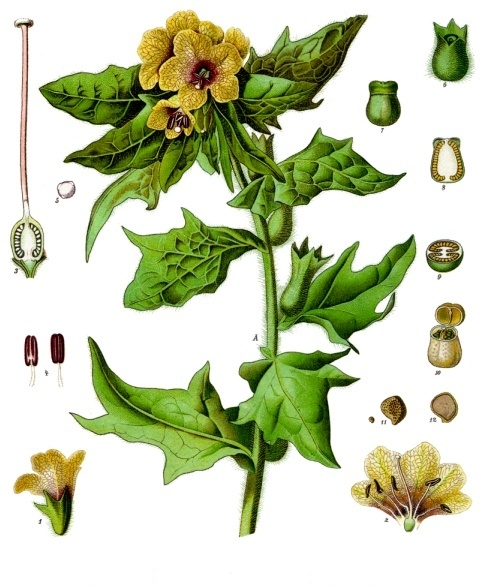
Lulek czarny (Hyoscyamus niger)

- Pokrzyk wilcza jagoda (Atropa belladona), lulek czarny (Hyoscyamus niger), mandragora (Mandragora officinarum) – rośliny kojarzone z europejskimi czarownicami okresu średniowiecza, zawierające aktywne alkaloidy – atropinę, hioscyjaminę i skopolaminę.
- Konopie indyjskie (Cannabis indica) – roślina rozpowszechniona w wielu kulturach jako magiczna bądź lecznicza[3].
- Peyotl (Lophophora williamsii) z Meksyku, San pedro (Trichocereus pachanoi) z Peru – kaktusy zawierające meskalinę, będące ważnym elementem rytuałów niektórych plemion Indian. Odkryty i używany do artystycznych celów przez Stanisława Witkiewicza[1].
- Banisteriopsis caapi, Psychotria viridis – rośliny wchodzące w skład napoju szamanów z terenów Ekwadoru – ayahuaski. Zawierają DMT oraz inhibitory MAO, których połączenie jest źródłem silnych przeżyć mistycznych[4].
- Calea zacatechichi – roślina pochodząca z gór Meksyku i Kostaryki. Stosowana przez rdzenną ludność, wydatnie zwiększa ilość snów i wpływa na ich treść[5].

Tymczasem większość współczesnych etnobotaników zajmuje się dokumentacją całości wiedzy o roślinach w społecznościach tradycyjnych, jej przemianami, źródłami oraz zróżnicowaniem w społecznościach i pomiędzy nimi.

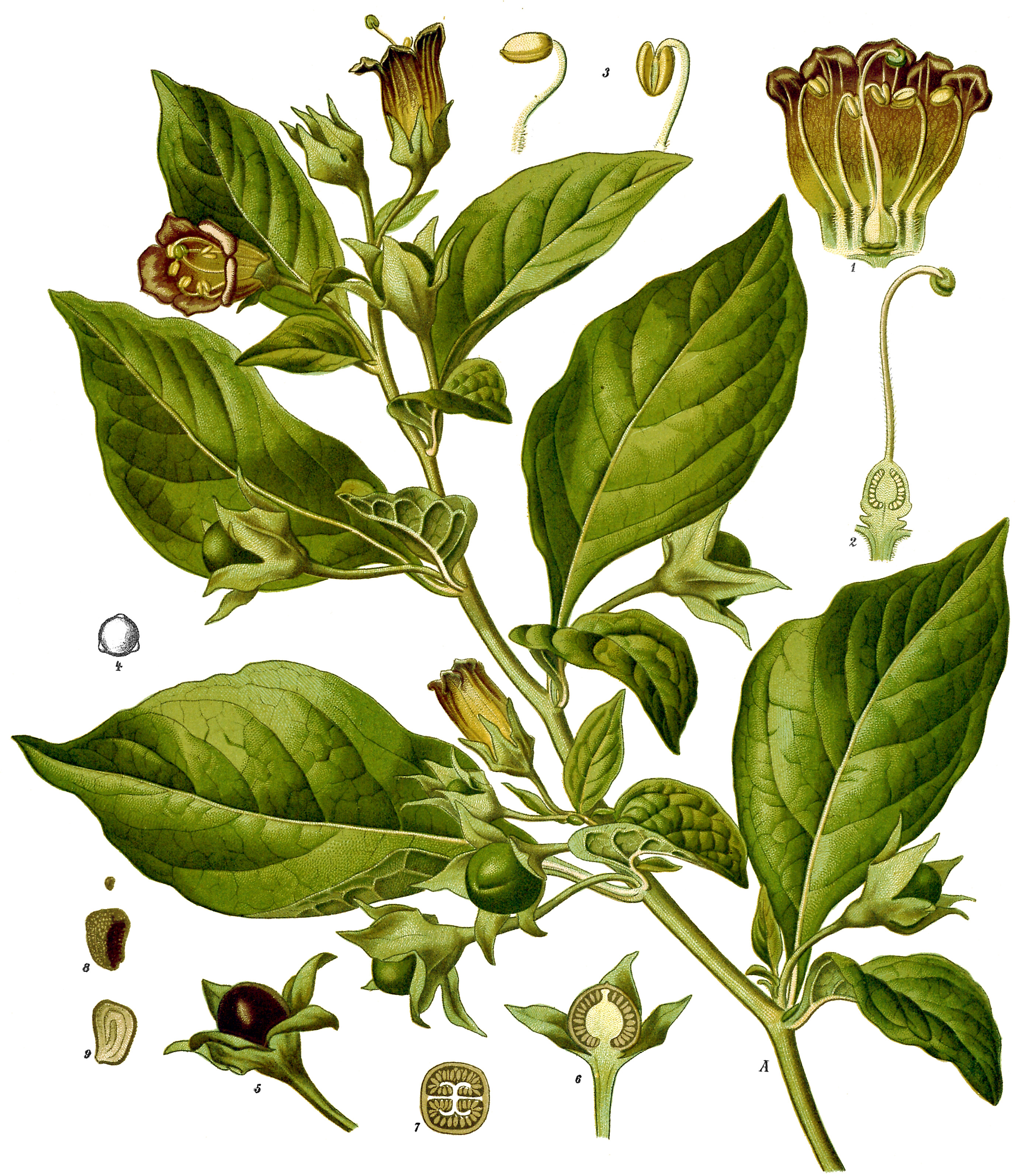
Pokrzyk wilcza jagoda (Atropa belladonna)

## Czasopisma naukowe zajmujące się etnobotaniką
- Journal of Ethnobiology and Ethnomedicine(inne języki) – czasopismo ogólnodostępne[6]
- Ethnobotany Research and Applications(inne języki) – czasopismo ogólnodostępne[7]
- Journal of Ethnobiology(inne języki)[8]
- Journal of Ethnopharmacology(inne języki)
- Economic Botany(inne języki)[9]
- Etnobiologia Polska(inne języki) – czasopismo ogólnodostępne[10]

## Przykłady etnobotanicznych baz danych
- Baza danych roślin używanych przez Indian Ameryki Północnej Native American Ethnobotany[11]

- Bibliografia polskiego piśmiennictwa etnobotanicznego z XIX i XX wieku – artykuł Piotra Klepackiego „Etnobotanika w Polsce”[12]

## Znaczenie badań etnobotanicznych
Wyniki badań etnobotanicznych pojawiają się na gruncie wielu nauk. Na pierwszym miejscu należy wymienić etnologię i antropologię kulturową. Badania etnobotaniczne umożliwiają wskazanie jaką rolę rośliny pełnią w różnych społecznościach, ale i dla medycyny i farmacji. Rośliny są stosowane jak element medycyny tradycyjnej. Stanowią podstawowe źródło leków w krajach, w których dostęp do nowoczesnych metod leczenia nadal jest ograniczony. Dane dotyczące tradycyjnego zastosowania roślin są również wykorzystywane w poszukiwaniu nowych terapii i leków. Wiele nauk dotyczących przeszłości takich jak historia, archeologia, archeobotanika często odwołuje się do wyników badań etnologicznych. Wiedza botaniczna ma znaczenie również w przemyśle żywnościowym (tradycje związane z jedzeniem).
W etnobotanice istotna jest znajomość rozbieżności między taksonomią akademicką a ludową, gdyż lokalne nazwy roślin odnoszą się głównie do rodzajów, a nie gatunków, a także mogą odpowiadać innym gatunkom niż w oficjalnych spisach.

## Zakres badań etnobotanicznych (wybrane zagadnienia)

### Etnobotanika medyczna (ang.medical ethnobotany)
Etnobotanika medyczna jest skupiona na wiedzy oraz praktykach związanych z użytkowaniem roślin leczniczych. Jest to nauka łącząca ze sobą antropologię, medycynę, farmakologię oraz botanikę. Wiąże się ona z pojęciami takimi jak „ludowa fitoterapia”, „ziołolecznictwo”, „medycyna ludowa”, „etnofarmakologia” oraz „leki naturalne”. Znajomość właściwości roślin i sposobów ich wykorzystywania była widoczna zarówno w przeszłości (o czym świadczą starożytne źródła pisane np. Historia naturalna autorstwa Gajusza Pliniusza Sekundusa), jak i w XXI wieku. Wyniki badań etnobotanicznych wpływają na rozwój nie tylko medycyny tradycyjnej, ale również farmacji oraz medycyny konwencjonalnej.
Pojęcie etnobotaniki często jest tożsame z wiedzą dotyczącą tradycyjnego wykorzystywania roślin. Wynikiem prowadzonych badań etnobotanicznych jest udokumentowanie tradycyjnej wiedzy dotyczącej roślin leczniczych, a także spisywanie list gatunków wykorzystywanych w tym celu przez różne społeczności. Są to wartościowane przez naukowców badania, ponieważ na całym świecie jest obserwowany spadek bioróżnorodności wraz z jednoczesną utratą wiedzy tradycyjnej dotyczącej użytkowania roślin.
Wiele badań dotyczy roślin leczniczych wykorzystywanych przez społeczności migrantów. To zagadnienie często łączy się z problemami z opieką zdrowotną, z którymi spotkają się migranci (dostęp do ubezpieczenia zdrowotnego, bariery językowe, kulturowe, ekonomiczne, rasizm).

### Etnobotanika miejska (ang.urban ethnobotany)
Przedmiotem badań etnobotaniki miejskiej jest poznanie wzajemnych relacji ludzi i roślin w mieście. Znaczenie w tym temacie ma postępujący na całym świecie proces urbanizacji. W literaturze są wyróżniane dwa rodzaje tematów badawczych. Pierwszy z nich łączy antropologię i botanikę. Badania koncentrują się na roślinach, które są użytkowane przez mieszkańców miast. Drugi stanowi połączenie antropologii i ekologii. W tym przypadku w badaniach są podejmowane tematy dotyczące związku bioróżnorodności w mieście z różnymi grupami społecznymi i ich praktykami kulturowymi (m.in. sposobów użytkowania przestrzeni w mieście, percepcji przestrzeni wraz z pojęciem estetyki).

### Etnobotanika i migracje
Wiele dużych miast (np. Londyn, Nowy Jork) charakteryzuje się etniczną wielokulturowością. W społecznościach migrantów można zaobserwować przywiązanie do rodzimych zwyczajów, które są elementem integrującym oraz stają się silnym wyznacznikami tożsamości (ang. cultural marker of identity).
Badania etnobotaniczne w społecznościach migrantów są skupione głównie na dwóch zagadnieniach: zastosowaniu roślin jako lekarstw oraz wykorzystaniu roślin w celach konsumpcyjnych. Zastosowanie poszczególnych gatunków roślin jest związane z ich dostępnością w kraju przebywania migrantów. To z kolei stwarza możliwość podejmowania pytań badawczych związanych z kształtowaniem się tradycji przez migrantów oraz porównania ich z tradycjami w kraju ojczystym.
Na utrzymanie, porzucenie lub zmiany tradycji wśród społeczności migrantów wpływa wiele czynników. Jednym z aspektów jest stopień przywiązania się do swojej pierwotnej tożsamości kulturowej, tradycji, miejsca zamieszkania. Znaczenie ma również powód migracji, przeżyte traumy oraz przyjęcie migrantów w nowym miejscu (integracja, asymilacja, separacja, marginalizacja). Kolejnym czynnikiem jest dostępność do rodzimych produktów żywnościowych. W przypadku zamieszkania w innym kraju uzyskanie wszystkich składników może być problematyczne i powiązane z aspektem finansowym (wysokie ceny za produkty sprowadzane).

### Etnobotanika i antropologia jedzenia
Zagadnieniem, które jest zgłębiane w ramach badań etnobotanicznych jest wykorzystanie roślin jako składników pokarmowych (jedzenia). Żywność jest niezbędna do egzystencji. Niejednokrotnie stanowi wyznacznik tożsamości. Jest związana z tradycjami, a także tabu. W XX wieku antropolodzy (np. Franz Boas, Bronisław Malinowski) postrzegali jedzenie jako ważny element kultury badanych społeczeństw. Od tego czasu antropologia jedzenia rozwinęła się i obecnie obejmuje wiele różnych zagadnień badawczych (np. zagadnienia związane z feminizmem, ekonomią, globalizacją).
W przypadku społeczności migrantów jedzenie (w tym rośliny wykorzystywane w celach konsumpcyjnych) może stanowić element integrujący społeczeństwo poprzez tworzenie porozumienia między ludźmi. Zapoznanie się z historią, składnikami żywności, technikami przygotowania posiłków oraz tradycjami migrantów przyczynia się do wzrostu otwartości na inne kultury. Jedzenie może spełniać rolę czynnika silnie integrującego i przyczyniać się do zjednoczenia społeczeństwa.
Tematem, który obecnie staje się coraz popularniejszy w kontekście antropologii miast jest wykorzystanie roślin dzikich jako konsumpcyjnych. Zauważalny jest wyraźny wzrost zainteresowania tym zagadnieniem w kontekście popularyzacji nauki, co przejawia się poprzez rosnącą liczbę opracowań popularnonaukowych w Polsce na ten temat. Wynikiem wzrostu zainteresowania, a zarazem zapotrzebowania na rośliny dzikie są działania mające na celu zwiększenia zbiorów poprzez ich uprawę. Przyczynia się do zmiany statusu tych roślin z „dzikich” na „uprawne”.

### Etnobotanika i społeczności tubylcze
Celem badań etnobotanicznych wśród społeczności tubylczych jest poznanie wiedzy, praktyk i wierzeń tradycyjnych związanych z roślinami. Początkowo badania były skupione właśnie na tych zagadnieniach, a pierwszymi etnobotanikami byli Amerykanie. Z czasem podejście do roli roślin w kulturach społeczności tubylczych zmieniało się z utylitarnego do kognitywnego. Antropolodzy zaczęli koncentrować się na tym, w jaki sposób tubylcy postrzegają świat i klasyfikują przyrodę i w jaki sposób kultura wpływa na użytkowanie poszczególnych gatunków roślin. Zdecydowana większość badań koncentrowała się na społecznościach tubylczych w strefie tropikalnej. Zasadniczym problemem w prowadzeniu tego typu badań jest to, że podróż do takich rejonów wymaga najczęściej znacznych nakładów finansowych.

## Historia badań etnobotanicznych w Polsce
Piotr Klepacki wyróżnił cztery główne etapy rozwoju etnobotaniki w Polsce. Pierwszy etap to początek zainteresowań roślinami użytkowymi. Dane dotyczące wykorzystania roślin były zbierane przez kolekcjonerów oraz osoby nimi zainteresowane. Był to etap, który trwał do połowy XIX wieku. Następnie nastał czas intensyfikacji badań, który trwał do I wojny światowej. Etnografię próbowano zintegrować z innymi naukami, zarówno przyrodniczymi (np. botanika, zoologia), jak i humanistycznymi (np. historia, archeologia). Nastąpiła również profesjonalizacja metod badawczych. W tym czasie wydano publikacje zawierające elementy etnobotaniczne. Kolejnym etapem był okres międzywojenny trwający od 1918 roku do 1939 roku. W tym czasie usystematyzowano dotychczas zgromadzoną wiedzę z zakresu użytkowania roślin. Wydano wiele kluczowych prac związanymi z wierzeniami w kontekście roślin (np. publikacja Seweryna Udzieli, Rośliny w wierzeniach ludu krakowskiego). Od 1945 do 2005 roku dokonano licznych opracowań już zgromadzonych materiałów. Wiele prac dotyczyło badań z zakresu użytkowania roślin w kulturze wsi. Zagadnienia związane z roślinami pojawiły się również w zeszytach „Polskiego Atlasu Kultury Ludowej”. Pierwszą konferencją etnobotaniczną było „Ogólnopolskie Seminarium Etnobotaniczne”, które odbyło się w Kolbuszowej 19 i 20 lipca 1980 roku. Organizatorem tej konferencji był Adam Paluch.

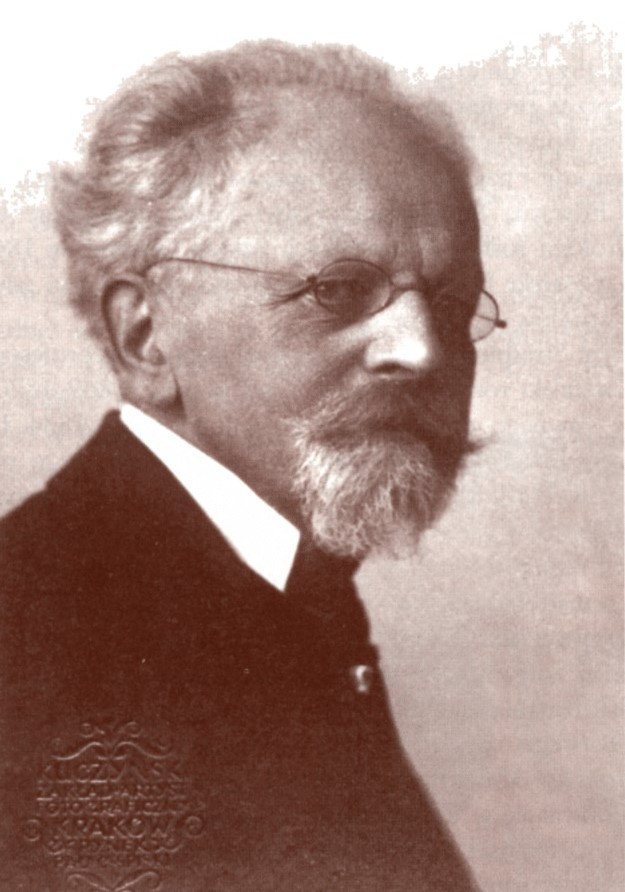
Józef Rostafiński

Z perspektywy historycznej ważnymi badaczami (chociaż nienazywanymi etnobotanikami) dawnych zwyczajów związanymi z roślinami byli: Józef Rostafiński, Adam Maurizio, Kazimierz Moszyński. Józef Rostafiński wydał w 1895 roku pracę Zielnik czarodziejski to jest zbiór przesądów o roślinach, która zawierała wiedzę dotyczącą tradycyjnego wykorzystania roślin leczniczych oraz przesądów z nimi związanymi. Adam Maurizio opublikował w 1926 roku pracę Pożywienie roślinne i rolnictwo w rozwoju dziejowym. Kazimierz Moszyński jest autorem publikacji Kultura Ludowa Słowian.
Starsze publikacje z zakresu etnobotaniki dotyczyły kilku głównych tematów badawczych: (1) wykorzystania roślin jako lekarstw, (2) roślin wykorzystywanych w celach konsumpcyjnych zarówno uprawnych, jak i dzikich, (3) wierzeń i obrzędowości, (4) zagadnień lingwistycznych związanych z folklorem słownym.

## Współczesne badania etnobotaniczne w Polsce
Na początku XXI wieku nastąpił wzrost zainteresowania etnobotaniką. W Polsce jest to nauka, która nadal się rozwija. Są organizowane liczne konferencje o tematyce botanicznej w kontekście kulturowym. Wzrasta również liczba badaczy. Powiększa się baza publikacji z tego zakresu. W 2011 roku Łukasz Łuczaj założył polskojęzyczne czasopismo Etnobiologia Polska. Planowane jest również założenie etnologicznej bazy danych, której celem byłoby zgromadzenie i usystematyzowanie dotychczas zebranej wiedzy dotyczącej użytkowania roślin.
W 2016 roku ukazała się publikacja Rośliny w wierzeniach i zwyczajach ludowych: słownik Adama Fischera. Opracowanie zawiera materiały Adama Fischera ze Słownika wierzeń i zwyczajów słowiańskich uzupełnione o dodatkowe hasła. W niniejszym dziele zostały omówione sposoby wykorzystywania oraz rola w wierzeniach i obrzędach poszczególnych gatunków roślin w różnych regionach w Polsce.
Do ważnych postaci współczesnej polskiej etnobotaniki należą m.in. Łukasz Łuczaj, Monika Kujawska.
- Łukasz Łuczaj jest profesorem zwyczajnym, od 2011 związanym z Uniwersytetem Rzeszowskim. Jego zainteresowanie naukowe obejmują ekologię roślin, florystykę, użytkowanie roślin (zarówno w Polsce, jak i za granicą). Jest autorem licznym publikacji naukowych, monografii, a także książek popularnonaukowych. Jest również popularyzatorem nauki[40].

- Monika Kujawska jest doktorem habilitowanym w dziedzinie nauk humanistycznych w dyscyplinie nauk o kulturze i religii. Jest związana z Uniwersytetem Łódzkim, gdzie jest profesorem uczelni w Pracowni Antropologii Współczesności na Wydziale Filozoficzno-Historycznym. Jej zainteresowania badawcze są skoncentrowane na etnobotanice, antropologii medycznej, antropologii środowiskowej i antropologii jedzenia w rejonach tropikalnych i subtropikalnych Ameryki Południowej. Jest autorką licznych publikacji i monografii w tym zakresie[41][42].

Polscy badacze związani z etnobotaniką:
- Łukasz Łuczaj

- Monika Kujawska(inne języki)
- Piotr Klepacki(inne języki)

- Alicja Zemanek(inne języki)
- Piotr Köhler(inne języki)

- Adam Paluch(inne języki)

- Zbigniew Libera

- Wojciech Łysiak

- Iwona Kołodziejska-Degórska(inne języki)

- Ewa Pirożnikow(inne języki)

- Joanna Sosnowska(inne języki)

- Jan Kazimierz Muszyński
- Józef Rostafiński

- Adam Maurizio(inne języki)

- Kazimierz Moszyński

- Józef Gajek